# Callicebus medemi
Callicebus medemi là một loài động vật có vú trong họ Pitheciidae, bộ Linh trưởng. Loài này được Hershkovitz mô tả năm 1963.